# Nurallao
Nurallao település Olaszországban, Szardínia régióban, Cagliari megyében. Lakosainak száma 1149 fő (2023. január 1.). Nurallao Laconi, Nuragus és Isili községekkel határos.

## Népesség
A település lakossága az elmúlt években az alábbi módon változott:
| Lakosok száma | 1273 | 1250 | 1149 |
|               | 2017 | 2018 | 2023 |